# Carlo Emanuele III di Savoia
Carlo Emanuele III di Savoia (Torino, 27 aprile 1701 – Torino, 20 febbraio 1773) fu re di Sardegna, duca di Savoia e sovrano dello Stato sabaudo dal 1730 al 1773.
Salito al trono in conflitto con il padre, si circondò di militari a cui conferì le più alte cariche dello Stato. Sotto il suo regno, che durò quasi 43 anni, lo Stato sabaudo rimase schierato al fianco delle grandi potenze nelle guerre di successione polacca e austriaca, ottenendo considerevoli acquisizioni territoriali, che ne spostarono il confine al Ticino.

## Biografia

### Infanzia

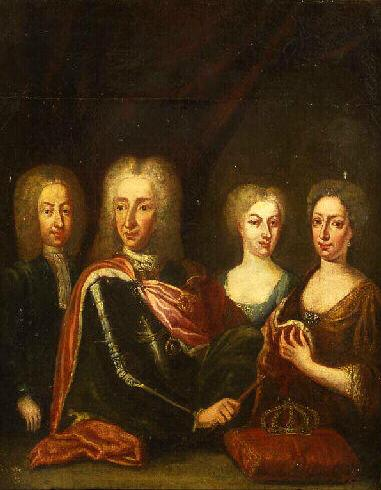
Carlo Emanuele ritratto nel 1720 col padre Vittorio Amedeo II di Savoia e le sorelle

Carlo Emanuele nacque a Torino da Vittorio Amedeo II di Savoia e dalla sua prima moglie, la principessa francese Anna Maria d'Orléans. Suoi nonni materni erano Filippo I d'Orléans ed Enrichetta Anna Stuart, figlia minore del re Carlo I d'Inghilterra e di Enrichetta Maria di Francia. Carlo Emanuele era zio di Luigi XV di Francia, in quanto fratello della madre del sovrano, Maria Adelaide di Savoia; egli era inoltre fratello di Maria Luisa di Savoia, regina di Spagna e moglie del suo cugino di secondo grado, Filippo V di Spagna. Alla nascita Carlo Emanuele, in quanto maschio secondogenito, ebbe il titolo di duca d'Aosta.
Carlo Emanuele era il secondo dei tre maschi nati da Vittorio Amedeo II e pertanto alla nascita non era l'erede al trono; suo fratello maggiore Vittorio Amedeo, che era il principe ereditario, morì nel 1715 e da quella data Carlo Emanuele divenne principe di Piemonte, ottenendo un'educazione severa ma conforme ai suoi compiti futuri, predisposta appositamente dal padre secondo i suoi personali canoni, senza alcuna ispirazione culturale.

### Rapporti con il padre
Carlo Emanuele viveva in una Torino profondamente cambiata dagli ultimi avvenimenti politici. Il Piemonte, dopo alterne vicende, era uscito vittorioso dalla guerra di successione spagnola, sconfiggendo l'esercito francese di Luigi XIV, e suo padre, Vittorio Amedeo II, aveva acquistato il titolo di re di Sicilia, che fu costretto a scambiare con quello di Sardegna. Il re ripudiava sempre più i fasti della corte, la mondanità e il lusso: vestiva di semplice panno e le sue camicie erano di tela grezza. Torino si era pertanto trasformata radicalmente: per volere regio, le feste erano bandite, l'ostentazione di ricchezza era reato.
Vittorio Amedeo II, dopo i trionfi politici e militari, si era sempre più chiuso in sé stesso, diventando schivo e solitario.
Dopo il 1728, le stranezze del re iniziarono a degenerare sempre di più, probabilmente per una malattia mentale. La moglie Anna, madre di Carlo Emanuele, era morta e anche il primogenito, molto amato da Vittorio Amedeo, si era spento: il vecchio re decise di abdicare e di lasciare il trono al figlio Carlo Emanuele III.
"Carlino", come era stato soprannominato, non era amato dal padre: gracile e quasi gobbo, si era incupito negli anni passati all'austera corte torinese e sembra che parlasse poco, solo l'indispensabile. La sua istruzione era stata sommaria, poiché tutte le attenzioni erano andate al fratello maggiore. Le sue lacune furono colmate lavorando a fianco del padre, che gli faceva visitare le piazzeforti militari e lo interrogava dopo ogni colloquio con i ministri.
Nel 1722 Vittorio Amedeo II fece sposare il figlio con la principessa palatina Anna Cristina Luisa del Palatinato-Sulzbach, che morì dopo appena un anno dando a Carlo Emanuele un erede, che morì in età infantile.
La seconda moglie, scelta sempre dal padre, fu Polissena d'Assia-Rheinfels-Rotenburg, che diede al marito la maggior parte dei figli. Fu molto amata da Carlo Emanuele e venne mal vista da Vittorio Amedeo che, ritenendo che ella distogliesse le attenzioni del figlio dalla politica, giunse ad imporre agli sposi di dormire in due appartamenti separati.

### Ritiro di Vittorio Amedeo II e ascesa di Carlo Emanuele III

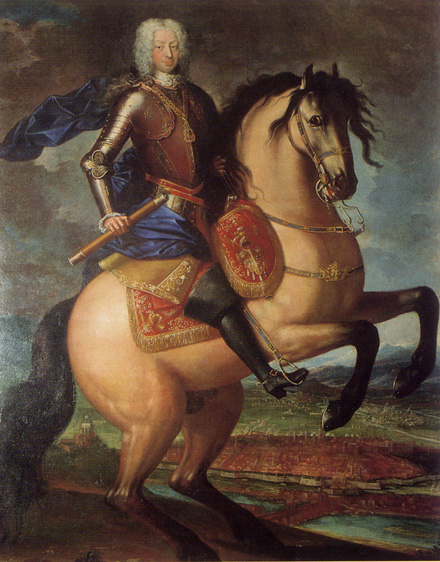
Ritratto di Carlo Emanuele III di Maria Giovanna Battista Clementi detta la Clementina (attribuito)
Regione Piemonte, in deposito presso la reggia di Venaria Reale

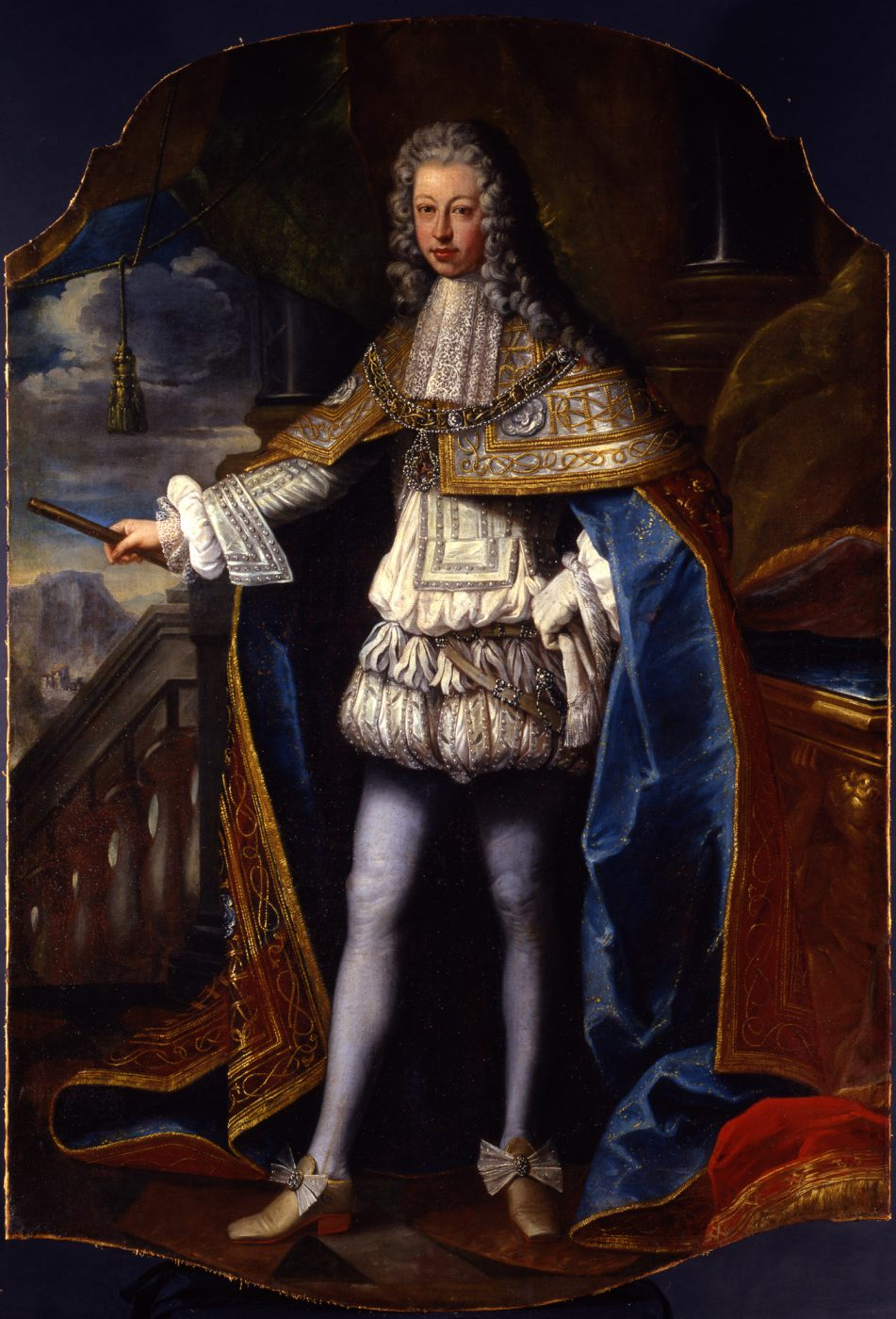
Carlo Emanuele III con indosso le vesti dell'Ordine dell'Annunziata

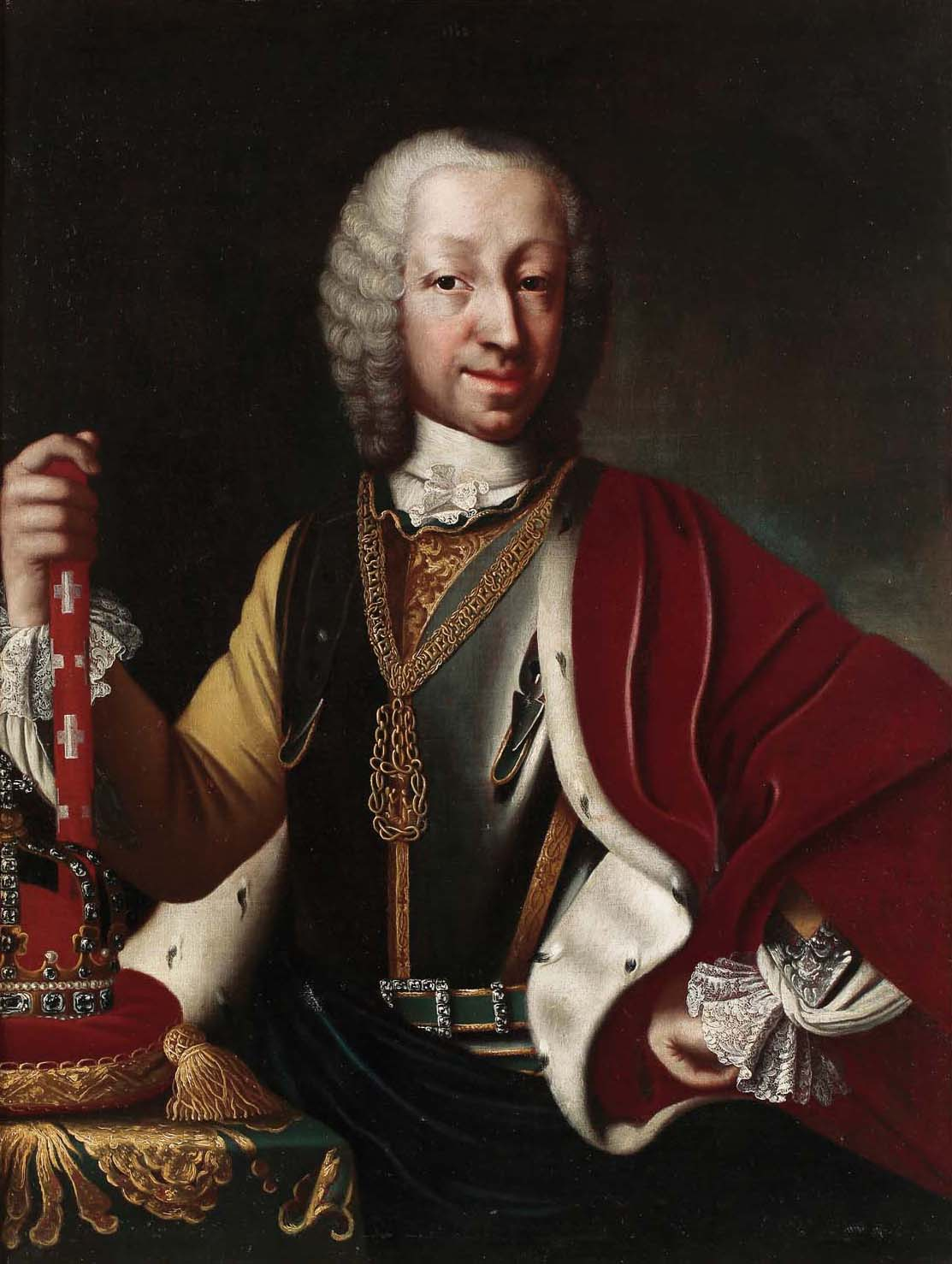
Ritratto di Carlo Emanuele III, re di Sardegna, Palazzo Madama, Torino

Premesso che la storia della sua abdicazione presenta ancora dei lati non chiari, quel che si sa è che nell'estate del 1730 Vittorio Amedeo decise di lasciare al figlio la sovranità sul Piemonte e il 3 settembre ne diede l'annuncio a tutti i suoi ministri, appositamente riuniti in consiglio nella residenza di Rivoli. Sembra che Carlo Emanuele avesse implorato il padre di restare al trono, lasciandogli soltanto la funzione di Principe Reggente, ma che egli avesse risposto:
Dopo poco tempo passato a Chambéry, Vittorio Amedeo riprese a dare ordini e consigli al figlio, che tuttavia ripristinò balli, feste e lussi presso la corte torinese. Il padre fu colto da un malore nella notte del 4 febbraio 1731, ma si riprese e meditò di tornare sul trono. Nell'estate del 1731, mentre Carlo Emanuele III si trovava a Chambéry, lo coprì d'ingiurie davanti al Consiglio dei Ministri, tacciandolo di inettitudine.

Vittorio Amedeo decise, quindi, di riprendersi il trono. Tornò in Piemonte e confermò i ministri. La reazione però non fu quella che lui si aspettava e che aveva anticipato al ministro marchese d'Ormea.
Carlo Emanuele, informato delle mosse del padre, convocò in seduta straordinaria il Consiglio dei Ministri, che decretò che Vittorio Amedeo II andava arrestato ed imprigionato. Si temeva un'inframmettenza dell'imperatore, nella sua qualità di signore della "Reichsitalien" comprendente tutta l'Italia settentrionale - con l'esclusione di Venezia - e quindi pure il Principato del Piemonte, poiché proprio all'imperatore Vittorio Amedeo II aveva minacciato d'appellarsi. Una scorta di soldati venne dunque spedita ad arrestare il vecchio re, che fu chiuso nel castello di Moncalieri, dove restò fino alla morte.

### Guerra di successione polacca

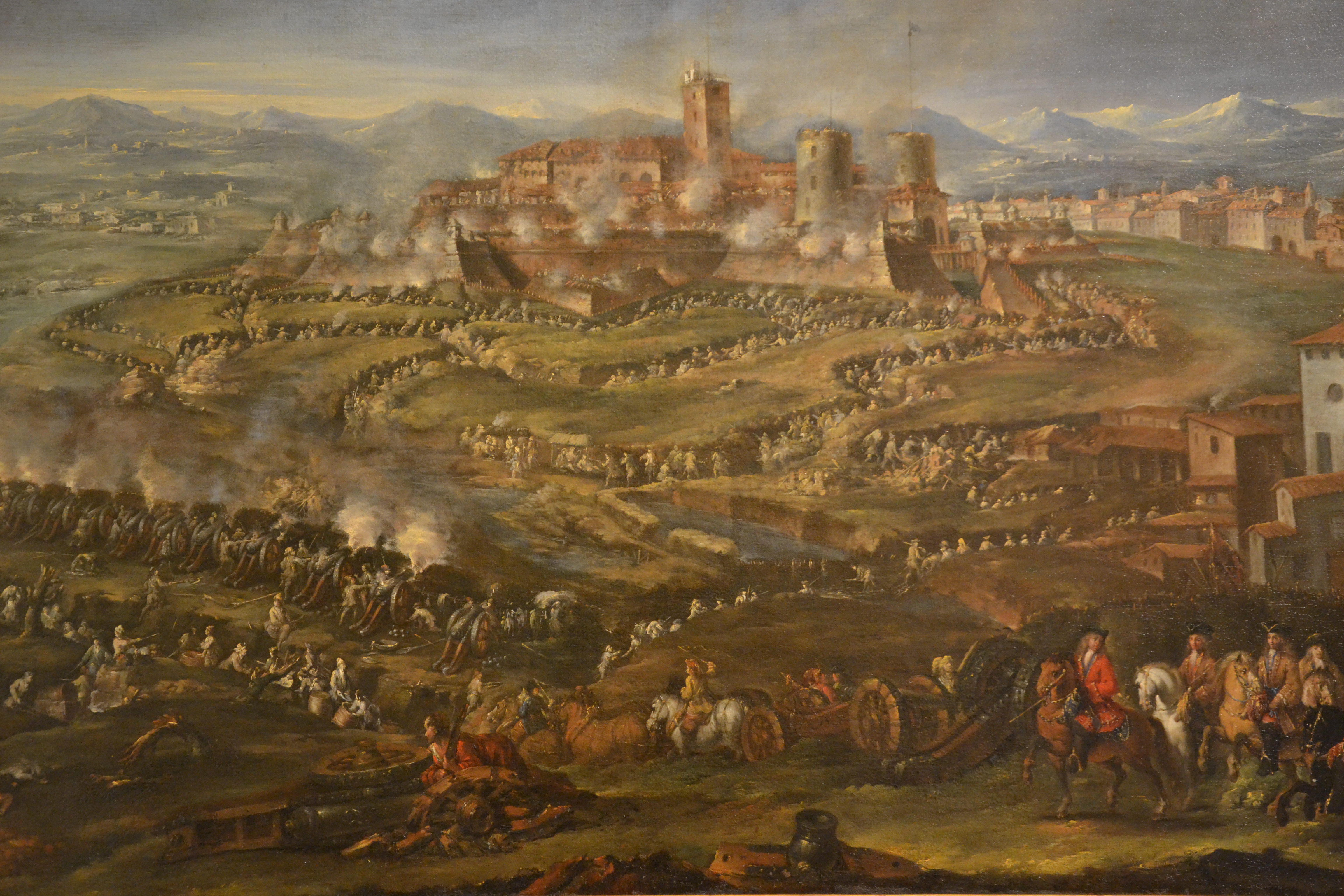
L'assedio a Milano

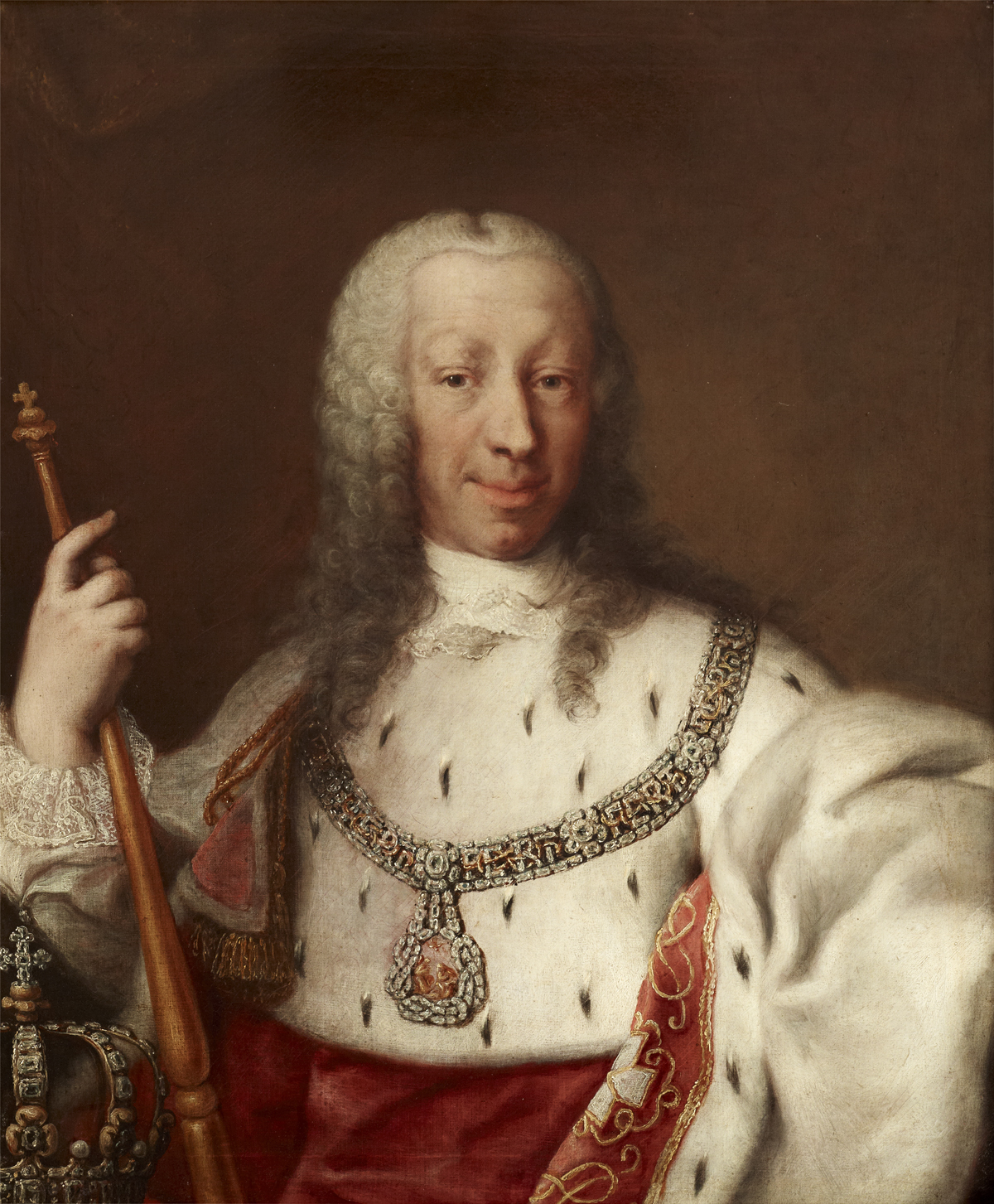
Carlo Emanuele III ritratto mentre indossa le vesti regali

Nel febbraio 1733 Augusto II, re eletto di Polonia, morì e le potenze europee si divisero sul suo successore: il figlio del defunto sovrano, Augusto, era appoggiato dall'Austria e Stanislao Leszczyński, suocero del re di Francia, da Parigi. Carlo Emanuele III si schierò con suo nipote Luigi XV e, come stabilito dal trattato di Torino, marciò verso Milano per occupare la città e, con essa, la Lombardia, aprendo le ostilità il 28 ottobre: senza troppi combattimenti e spargimenti di sangue (vittorie sabaude a Vigevano, Pizzighettone, Sabbioneta e Cremona) raggiunse Milano e se ne nominò duca.

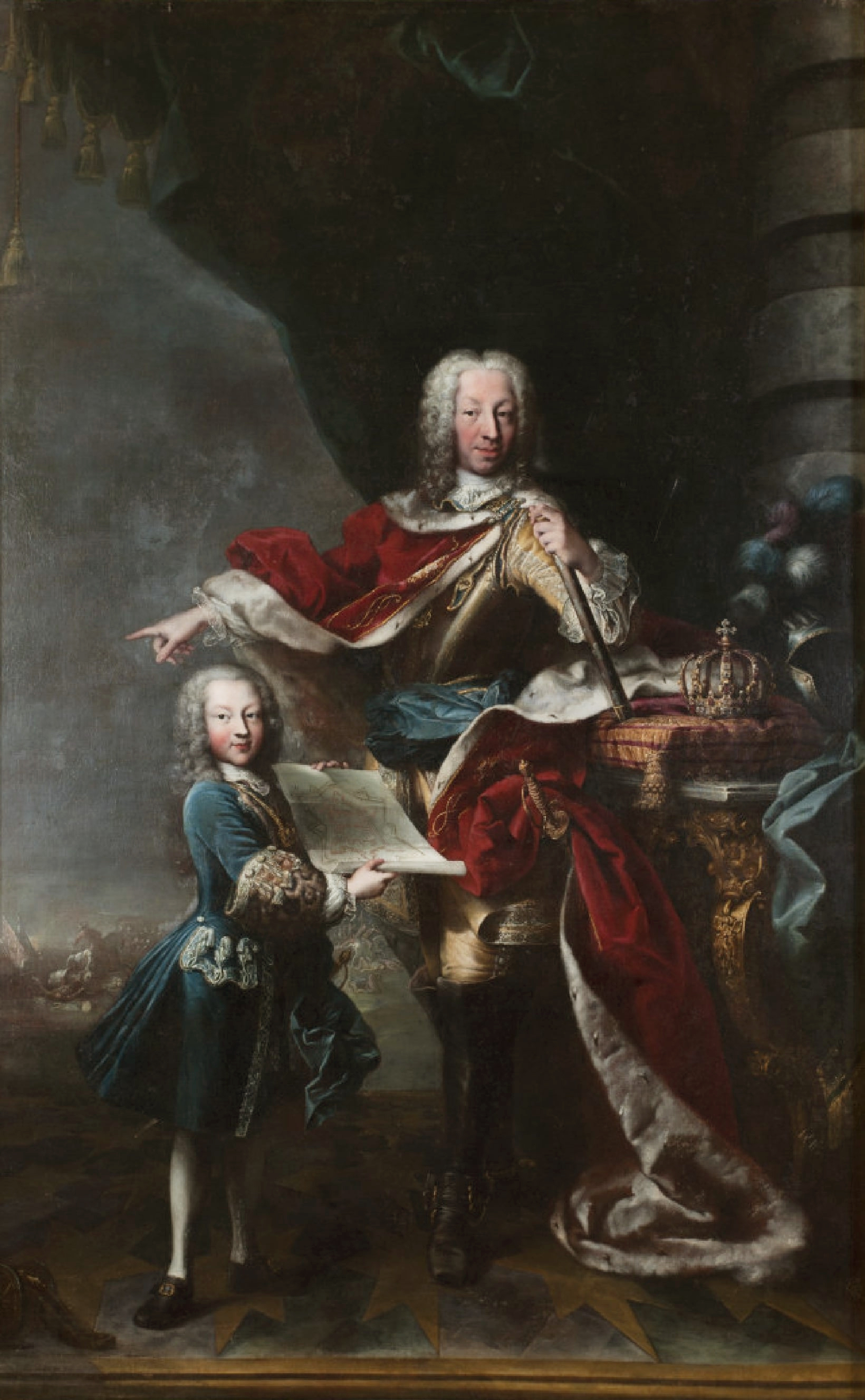
Il piccolo duca di Savoia, Vittorio Amedeo, presenta al padre Carlo Emanuele III la pianta di Milano di Maria Giovanna Battista Clementi ("la Clementina")
(Racconigi, castello dei principi di Carignano)

Nel frattempo era entrato in guerra contro l'Austria anche Filippo V di Spagna, che intendeva prendere sia il Regno di Napoli sia il Ducato di Milano. Carlo Emanuele III, generalissimo dell'esercito franco-piemontese, si trovò a dover seguire le farraginose trattative con la Spagna e la Francia su Milano e, al tempo stesso, a impedire che le truppe austriache del generale Mercy, provenienti dal Trentino, potessero attraversare l'Emilia e congiungersi a quelle di guarnigione nel Regno di Napoli. I tentativi austriaci nel 1734 vennero impediti con le battaglie di Colorno, Parma e Guastalla, in seguito alla quale le truppe franco-sarde di Carlo Emanuele respinsero gli Austriaci fino alla Val d'Adige e bloccarono Mantova.
Nella seguente pace di Vienna del 1738 si imponeva sia a Carlo Emanuele III sia a Filippo V di rinunciare a Milano, ma, a titolo d'indennizzo, furono lasciati al Piemonte alcuni territori, tra cui le Langhe, il Tortonese e Novara.

### Guerra di successione austriaca
Dal 1741 al 1748 l'Europa fu coinvolta nella guerra di successione austriaca, in seguito al rifiuto di alcune potenze firmatarie della Prammatica sanzione del 1713 di accettare che Maria Teresa d'Austria, in qualità di regina di Boemia, potesse votare per il proprio marito Francesco I di Lorena, candidato nell'elezione a imperatore del Sacro Romano Impero Germanico.
Carlo Emanuele III si schierò con Maria Teresa, subendo quindi dei ripetuti tentativi d'invasione: prima da parte spagnola attraverso la Francia e, successivamente, da parte franco-spagnola dopo l'entrata in guerra anche della Francia. La sua partecipazione alle vicende belliche fu sostenuta finanziariamente dall'Inghilterra che dal giugno 1741, quando la Francia entrò ufficialmente in guerra, e fino alla sua conclusione stanziò 200.000 sterline l'anno per il mantenimento dell'esercito sabaudo. Inoltre una squadra navale inglese, al comando dell'ammiraglio Thomas Matthews, venne schierata nel Mediterraneo in appoggio a Carlo Emanuele. I finanziamenti ricevuti permisero il mantenimento di circa 15-20.000 soldati operativi, pari al 30/50 % dell'intera armata piemontese. Battuti gli spagnoli nel 1741 in Romagna e costrettili alla ritirata, dovette accorrere in Piemonte per fermare un secondo loro corpo di spedizione che si affacciava sulle Alpi. Negli anni seguenti, pur perdendo la Savoia e la contea di Nizza, Carlo Emanuele riuscì a bloccare i tentativi nemici di passare le montagne a Casteldelfino nel 1743 e, nonostante la sconfitta tattica alla Madonna dell'Olmo, intorno a Cuneo nel 1744. 
Nel 1745 l'accessione di Genova al fronte nemico consentì l'unione in Liguria dell'esercito franco-spagnolo proveniente da ovest a quello ispano-napoletano, che proveniva da sud dopo aver battuto gli austriaci a Velletri nel novembre del 1744. Il Piemonte fu invaso, le truppe borboniche entrarono a Milano e si dovette concludere una sospensione d'armi. L'anno seguente, però, l'arrivo di rinforzi dall'Austria consentì di mettere in rotta le truppe franco-ispano-napoletane e genovesi. 

Genova fu presa dagli austriaci e poi persa a causa dell'insurrezione iniziata dalla famosa sassata di Balilla, mentre Carlo Emanuele, liberata la contea di Nizza, si apprestava ad assediare Tolone.
Nel 1747 l'esercito francese attaccò di nuovo il Piemonte, cercando di marciare direttamente su Torino attraverso un settore poco guarnito delle Alpi, profittando del fatto che la maggior parte delle forze sarde era impegnata sulle Alpi marittime contro i francesi e ad aiutare gli austriaci che assediavano Genova. I sardi ottennero tuttavia una schiacciante vittoria nella battaglia dell'Assietta, sebbene in condizioni di inferiorità sia numerica sia di armamenti.
Nel 1748, con il trattato di Aquisgrana, il regno di Sardegna riottenne le province di Nizza e Savoia e acquisì il territorio del Vigevanese, spingendo la frontiera fino al Ticino, il Vogherese e l'Oltrepò Pavese (Bobbio).

### La prima cartamoneta italiana
Nel 1711, l'economista John Law aveva proposto al duca Vittorio Amedeo II l'innovativa idea della cartamoneta, respinta perché non compresa dai consiglieri di corte. La documentazione, inclusi i disegni, venne messa da parte. Law portò quindi il suo progetto in Francia, dove fu accolto con interesse e messo in atto da Filippo II d'Orléans.
A Torino, nel 1745, si riesaminò la proposta del 1711 per reperire fondi destinati alla guerra di successione austriaca. La serie emessa il 1° gennaio 1746, autorizzata con Regio Editto del 26 settembre 1745 da Carlo Emanuele III di Savoia, rappresenta il primo esempio di cartamoneta in Italia. I tagli iniziali erano da 100, 200, 500, 1000 e 3000 lire, cifre considerevoli per l’epoca.
Unico nel suo genere, il disegno originale della banconota da 1000 lire è stato donato dal numismatico Gerardo Vendemia al Museo della Banconota della Banca d'Italia nel febbraio 2025, trovando posto nella prima teca del percorso museale. Tale disegno, utilizzato per creare le lastre calcografiche di stampa, riporta le firme dei "mastri auditori" Bocca e Rambaudi, che apposero la loro firma anche sugli esemplari destinati alla circolazione. Esso dimostra l'attenzione grafica che il sovrano richiese ai tecnici di corte e la lungimiranza nella comprensione delle potenzialità di uno strumento avveniristico.
La serie del 1746, ben accolta dalla popolazione, fu successivamente ampliata ai tagli più piccoli, fino a quello da 10 lire, che facilitavano le transazioni quotidiane. Con il tempo, l’interesse annuo legato a queste emissioni si affievolì, avvicinando la cartamoneta al concetto moderno di banconota.

### Ultimi anni e morte
Al termine delle lunghe vicende belliche che videro il regno di Sardegna coinvolto durante il regno di Carlo Emanuele III, il sovrano predispose l'ostensione della Sindone nel 1750 come ringraziamento per le conquiste ottenute e la sorte favorevole ai piemontesi.
Nel 1767, approfittando della perdita della Corsica da parte della Repubblica di Genova e degli scontri in atto fra la Francia e gli insorti di Pasquale Paoli, prese il controllo dell'arcipelago della Maddalena, geograficamente vicino alla Sardegna, ma profondamente legato alla Corsica.
Dedicò molta cura alla fortificazione dei passi alpini e delle frontiere. Introdusse la meritocrazia nelle gerarchie militari, favorendo anche coloro di non nobile nascita.
Sempre al fine di celebrare le sue imprese militari e quelle della sua dinastia, finanziò la storiografia nel regno, proteggendo storici quali Ludovico Antonio Muratori. Nel 1769 istituì la Regia Scuola Veterinaria.  Si servì di Jean-Jacques Rousseau per realizzare il primo catasto piemontese ("Mappe sarde") che venne pubblicato nel 1770.
Il 19 dicembre 1771 promulgò un editto per la "liquidazione dei dazi fondiari feudali", il che permise agli agricoltori di acquistare i diritti feudali dai loro padroni. Di fronte alla resistenza della nobiltà e del clero, Carlo Emanuele III dovette ad ogni modo rinunciare al progetto, che verrà poi ripreso dal figlio Vittorio Amedeo III.

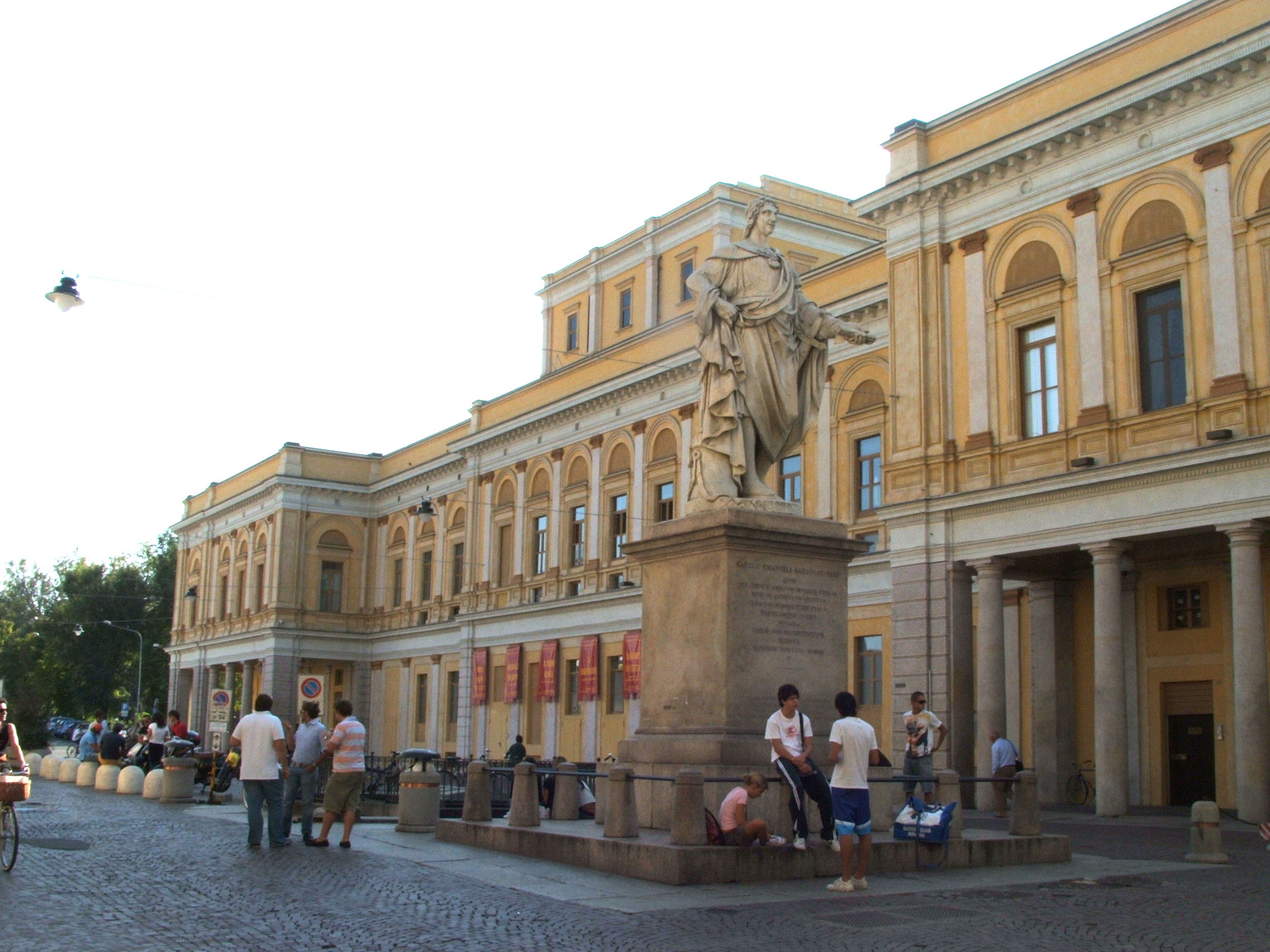
Monumento a Carlo Emanuele III di Sardegna di fronte al Teatro Coccia a Novara

Fu sostenitore di una politica assolutistica, cercando di concentrare nelle sue mani ogni potere: limitò le autonomie locali e alla Valle d'Aosta furono abrogati i particolari privilegi di cui godeva. Essendo re Carlo Emanuele III concentrato su questioni militari e poco propenso a concedere patrocinio agli studi, grandi scrittori e intellettuali piemontesi del periodo come l'Alfieri, il Bodoni, il Lagrange dovettero pubblicare all'estero i loro lavori.
Carlo Emanuele III morì il 20 febbraio 1773. La sua salma fu tumulata nella cripta reale della basilica di Superga, dove la sua tomba monumentale, opera dello scultore Ignazio Collino, si trova in posizione opposta a quella del padre.
Fu soprannominato il Laborioso e Carlin.
In onore del sovrano, nel  1738, il centro abitato che sorse sulla disabitata Isola di San Pietro in Sardegna, venne denominato Carlo Forte, oggi Carloforte, in quanto il sovrano accolse favorevolmente il progetto di colonizzazione dell’isola minore sarda, presentato dai maggiorenti di un gruppo di Tabarchini, decisi a lasciare l’isola di Tabarka in Tunisia. 

## Discendenza

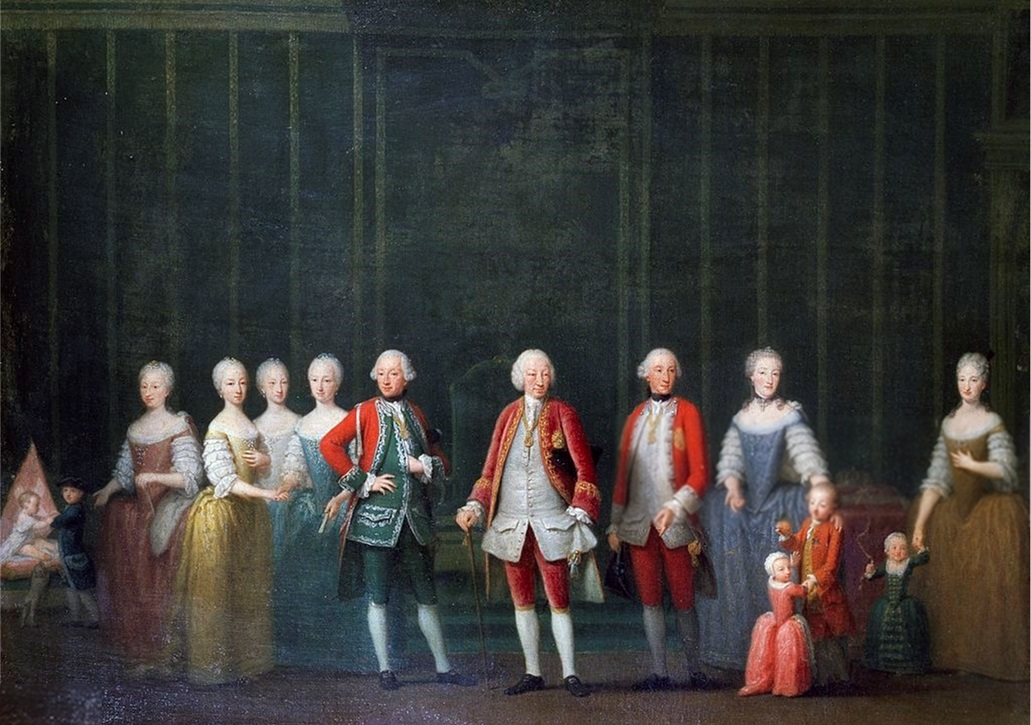
La famiglia di Re Carlo Emanuele III di Giuseppe Duprà

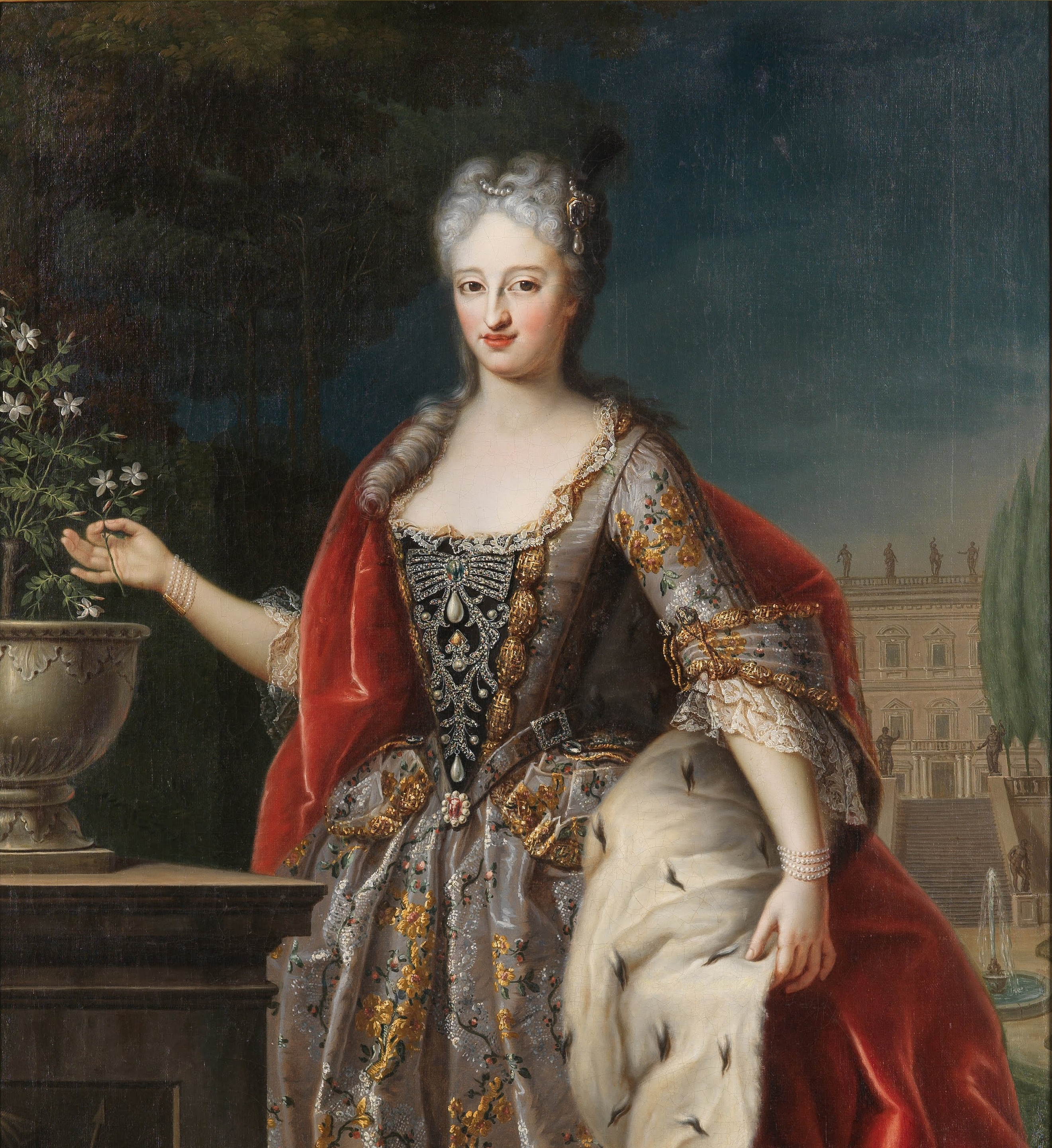
Anna Cristina del Palatinato-Sulzbach, principessa di Piemonte

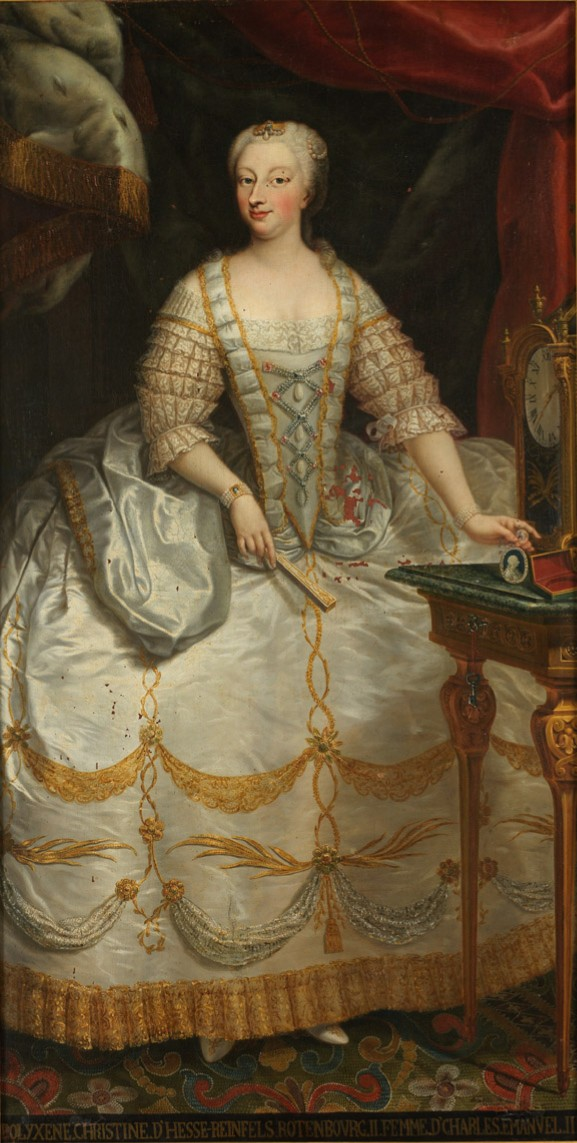
Polissena Cristina d'Assia-Rotenburg, regina di Sardegna

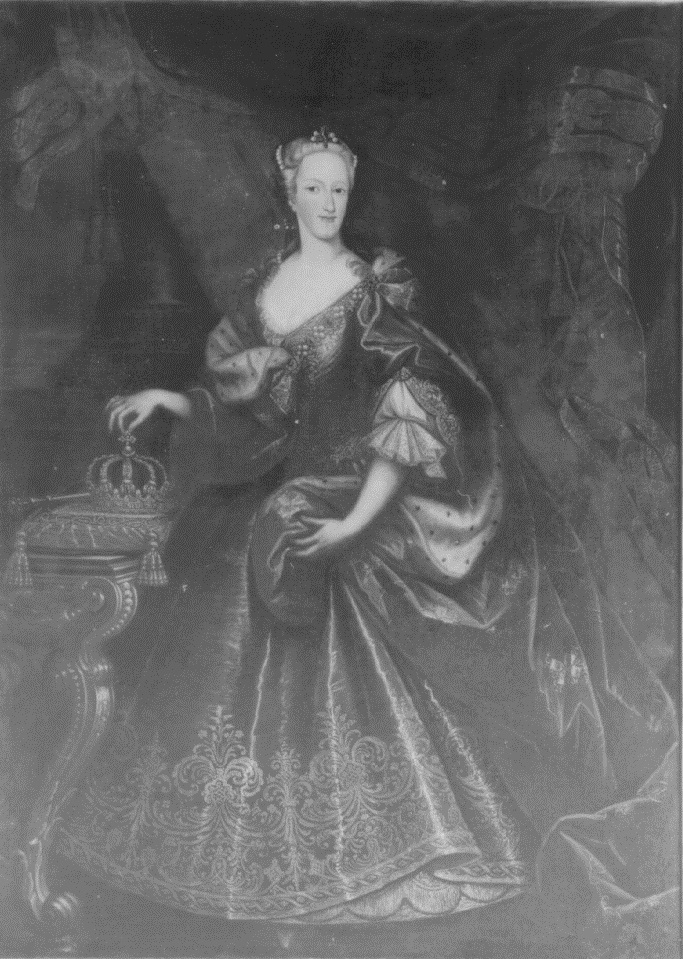
Elisabetta Teresa di Lorena, regina di Sardegna

Carlo Emanuele III si sposò tre volte e tre volte rimase vedovo.
Nel 1722, in prime nozze, sposò Anna Cristina del Palatinato-Sulzbach (1704 - 1723), che morì il 18 marzo dell'anno successivo dopo aver dato alla luce un figlio:
- Vittorio Amedeo Teodoro di Savoia (Torino, 7 marzo 1723 - Torino, 1º agosto 1725), principe di Sardegna, duca d'Aosta, morì da bambino;

Nel 1724, in seconde nozze, sposò Polissena d'Assia-Rheinfels-Rotenburg (1706 - 1735), cugina della sua prima moglie, dalla quale ebbe sette figli:
- Figlio (nato morto) (1725);
- Vittorio Amedeo III di Savoia, duca di Savoia, dal 1773 re di Sardegna (Torino, 26 giugno 1726 - Moncalieri, 16 ottobre 1796); nel 1750 sposò Maria Antonietta di Spagna ed ebbero dodici figli;
- Eleonora Maria Teresa di Savoia, (Torino, 28 febbraio 1728 - Moncalieri, 15 agosto 1781), principessa di Sardegna, nubile;
- Maria Luisa Gabriella di Savoia, (Torino, 25 marzo 1729 - Convento di Sant'Andrea di Chieri, 22 giugno 1767), principessa di Sardegna, suora;
- Maria Felicita di Savoia (Torino, 19 marzo 1730 - Roma, 13 maggio 1801), principessa di Sardegna, nubile;
- Emanuele Filiberto Augusto di Savoia (Torino, 17 maggio 1731 - Torino, 23 aprile 1735), principe di Sardegna, duca d'Aosta, morì da bambino;
- Carlo Francesco Romualdo di Savoia (Torino, 22 luglio 1733 - Torino, 28 dicembre 1733), principe di Sardegna, duca di Chiablese, morì da bambino.

Nel 1737 a Chambéry, in terze nozze, sposò Elisabetta Teresa di Lorena (Lunéville, 15 ottobre 1711 - Torino, 3 luglio 1741), sorella minore di Francesco I del Sacro Romano Impero e figlia di Leopoldo duca di Lorena e di sua moglie Elisabetta Carlotta di Borbone-Orléans. Ebbero tre figli:
- Carlo Francesco Maria Augusto di Savoia (Torino, 1º dicembre 1738 - Torino, 25 marzo 1745), principe di Sardegna, duca d'Aosta, morì da bambino;
- Maria Vittoria Margherita di Savoia (Torino, 22 giugno 1740 - Torino, 14 luglio 1742), principessa di Sardegna, morì da bambina;
- Benedetto Maria Maurizio di Savoia (Torino, 21 giugno 1741 - Roma, 4 gennaio 1808), principe di Sardegna, duca di Chiablese (1741-1796) e marchese d'Ivrea (1796 - 1808), il 19 maggio 1775 sposò la nipote Maria Anna di Savoia (1757-1824), figlia di Vittorio Amedeo III di Savoia, senza figli.

## Onorificenze

Monogramma reale

## Ascendenza
|                                           |                       |                                     | Genitori                    |  |  | Nonni |  |  | Bisnonni                    |  |  | Trisnonni                  |  |
|                                           |                       |                                     |                             |  |  |       |  |  | Vittorio Amedeo I di Savoia |  |  | Carlo Emanuele I di Savoia |  |
|                                           |                       |                                     |                             |  |  |       |  |  | Vittorio Amedeo I di Savoia |  |  | Carlo Emanuele I di Savoia |  |
|                                           |                       | Caterina Michela d'Asburgo          |                             |  |  |       |  |  | Vittorio Amedeo I di Savoia |  |  |                            |  |
| Carlo Emanuele II di Savoia               |                       |                                     |                             |  |  |       |  |  | Vittorio Amedeo I di Savoia |  |  |                            |  |
|                                           |                       | Cristina di Borbone-Francia         | Enrico IV di Francia        |  |  |       |  |  |                             |  |  |                            |  |
|                                           |                       | Cristina di Borbone-Francia         | Enrico IV di Francia        |  |  |       |  |  |                             |  |  |                            |  |
|                                           |                       | Cristina di Borbone-Francia         | Maria de' Medici            |  |  |       |  |  |                             |  |  |                            |  |
| Vittorio Amedeo II di Savoia              |                       | Cristina di Borbone-Francia         |                             |  |  |       |  |  |                             |  |  |                            |  |
|                                           |                       | Carlo Amedeo di Savoia-Nemours      | Enrico I di Savoia-Nemours  |  |  |       |  |  |                             |  |  |                            |  |
|                                           |                       | Carlo Amedeo di Savoia-Nemours      | Enrico I di Savoia-Nemours  |  |  |       |  |  |                             |  |  |                            |  |
|                                           |                       | Carlo Amedeo di Savoia-Nemours      | Anna di Lorena              |  |  |       |  |  |                             |  |  |                            |  |
| Maria Giovanna Battista di Savoia-Nemours |                       | Carlo Amedeo di Savoia-Nemours      |                             |  |  |       |  |  |                             |  |  |                            |  |
|                                           |                       | Elisabetta di Borbone-Vendôme       | Cesare di Borbone-Vendôme   |  |  |       |  |  |                             |  |  |                            |  |
|                                           |                       | Elisabetta di Borbone-Vendôme       | Cesare di Borbone-Vendôme   |  |  |       |  |  |                             |  |  |                            |  |
|                                           |                       | Elisabetta di Borbone-Vendôme       | Francesca di Lorena         |  |  |       |  |  |                             |  |  |                            |  |
| Carlo Emanuele III di Savoia              |                       | Elisabetta di Borbone-Vendôme       |                             |  |  |       |  |  |                             |  |  |                            |  |
|                                           | Luigi XIII di Francia | Enrico IV di Francia                |                             |  |  |       |  |  |                             |  |  |                            |  |
|                                           | Luigi XIII di Francia | Enrico IV di Francia                |                             |  |  |       |  |  |                             |  |  |                            |  |
|                                           | Luigi XIII di Francia | Maria de' Medici                    |                             |  |  |       |  |  |                             |  |  |                            |  |
| Filippo I di Borbone-Orléans              | Luigi XIII di Francia |                                     |                             |  |  |       |  |  |                             |  |  |                            |  |
|                                           |                       | Anna d'Austria                      | Filippo III di Spagna       |  |  |       |  |  |                             |  |  |                            |  |
|                                           |                       | Anna d'Austria                      | Filippo III di Spagna       |  |  |       |  |  |                             |  |  |                            |  |
|                                           |                       | Anna d'Austria                      | Margherita d'Austria-Stiria |  |  |       |  |  |                             |  |  |                            |  |
| Anna Maria d'Orléans                      |                       | Anna d'Austria                      |                             |  |  |       |  |  |                             |  |  |                            |  |
|                                           |                       | Carlo I d'Inghilterra               | Giacomo I d'Inghilterra     |  |  |       |  |  |                             |  |  |                            |  |
|                                           |                       | Carlo I d'Inghilterra               | Giacomo I d'Inghilterra     |  |  |       |  |  |                             |  |  |                            |  |
|                                           |                       | Carlo I d'Inghilterra               | Anna di Danimarca           |  |  |       |  |  |                             |  |  |                            |  |
| Enrichetta Anna Stuart                    |                       | Carlo I d'Inghilterra               |                             |  |  |       |  |  |                             |  |  |                            |  |
|                                           |                       | Enrichetta Maria di Borbone-Francia | Enrico IV di Francia        |  |  |       |  |  |                             |  |  |                            |  |
|                                           |                       | Enrichetta Maria di Borbone-Francia | Enrico IV di Francia        |  |  |       |  |  |                             |  |  |                            |  |
|                                           |                       | Enrichetta Maria di Borbone-Francia | Maria de' Medici            |  |  |       |  |  |                             |  |  |                            |  |
|                                           |                       | Enrichetta Maria di Borbone-Francia |                             |  |  |       |  |  |                             |  |  |                            |  |

### Opere dedicate al regno di Carlo Emanuele III
- Giovan Battista Semeria, Storia del re di Sardegna Carlo Emanuele il Grande, Torino, Tipografia reale, 1831, 2 voll.
- Domenico Carutti, Storia del regno di Carlo Emanuele III, Torino, Botta, 1859, 2 voll.
- Giuseppe Ricuperati, Lo Stato sabaudo nel Settecento, Torino, UTET, 2001.

A causa del suo lungo regno e dell'importanza di questo sia sullo scenario italiano sia su quello europeo, di Carlo Emanuele III trattano, tuttavia, lungamente pressoché tutte le opere sulla storia politica e istituzionale del Settecento sabaudo:
Giuseppe Ricuperati, I volti della pubblica felicità. Storiografia e politica nel Piemonte Settecentesco, Torino, Meynier, 1989.

### Opere su aspetti particolari
- Su segreterie di stato, magistrature, università:
  - Enrico Genta, Senato e senatori di Piemonte nel secolo XVIII, Torino, Deputazione subalpina di storia patria, 1983
  - Giuseppe Ricuperati, Le avventure di uno Stato «ben amministrato». Rappresentazioni e realtà nello spazio sabaudo tra ancien régime e restaurazione, Torino, Tirrenia, 1994;
  - Giuseppe Ricuperati, Gli strumenti dell'assolutismo sabaudo. Segreterie di Stato e Consiglio di Finanze nel XVIII secolo, in Dal trono all'albero della libertà. Trasformazioni e continuità istituzionali nei territori del Regno di Sardegna dall'Antico regime all'età rivoluzionaria, Roma, Ministero per i beni culturali, 1991, vol. I, pp. 37–107
  - Gian Savino Pene Vidari, Consolati di commercio e tribunali commerciali, ivi, pp. 221–254
  - Donatella Balani, Toghe di Stato. La facoltà giuridica dell'Università di Torino e le professioni nel Piemonte del Settecento, Torino, Deputazione Subalpina di Storia Patria 1996;
  - Patrizia Delpiano, Il trono e la cattedra. Istruzione e formazione dell'élite nel Piemonte del Settecento, Torino, Deputazione Subalpina di Storia Patria 1997.
- Su corte, nobiltà e ceti dirigenti:
  - Andrea Merlotti, L'enigma delle nobiltà. Stato e ceti dirigenti urbani nel Piemonte del Settecento, Firenze, Olschki, 2000;
  - Andrea Merlotti, La corte sabauda fra Cinque e Settecento, in La reggia di Venaria e i Savoia. Arti, magnificenza e storia di una corte europea, catalogo della mostra (Venaria Reale, 12 ottobre 2007 – 30 marzo 2008), a cura di E. Castelnuovo e altri, Torino, U. Allemandi, 2007, pp. 91–102.
- Su esercito, riforme militari e polizia:
  - Samuel Wilkinson, The defence of Piedmont 1742-1748: a Prelude to the Study of Napoleon, Oxford, Clarendon Press, 1927
  - Walter Barberis, Le armi del principe. La tradizione militare sabauda, Torino, Einaudi, 1988,
  - Sabina Loriga, Soldati. L'istituzione militare nel Piemonte del Settecento, Venezia, Marsilio, 1992.
  - Virgilio Ilari, Giancarlo Boeri, Ciro Paoletti, La corona di Lombardia. Guerre ed eserciti nell'Italia del Medio Settecento (1733-1763), Ancona, Nuove ricerche, 1997
  - Virgilio Ilari, Ciro Paoletti, Bella Italia Militar. Eserciti e Marine nell’Italia pre-napoleonica (1748-1792), Nuove ricerche, 2000
  - Andrea Merlotti, Le armi e le leggi»: governatori, prefetti e gestione dell'ordine pubblico nel Piemonte del primo Settecento, in Corpi armati e ordine pubblico in Italia cit., pp. 111–139;
- Sulla diplomazia:
  - Jeremy Black, The development of Anglo-Sardinian relations in the first half of the Eighteenth Century, in «Studi Piemontesi», XII (1983),
  - Jeremy Black, An analysis of Savoy-Piedmont in 1740, in «Studi piemontesi», XVIII (1989), n. 1, pp. 229–232.
  - Daniela Frigo, Principe, ambasciatore e «jus gentium». L'amministrazione della politica estera nel Piemonte del Settecento, Roma, Bulzoni, 1991
  - Christopher Storrs, Savoyard Diplomacy in the Eighteenth Century, in Politics and Diplomacy in Early Modern Italy, a cura di Daniela Frigo, Cambridge, Cambridge University Press, 2000, pp. 220-sgg.
  - Christopher Storrs, Ormea as Foreign Minister: the Savoyard State between England and Spain, in Nobiltà e Stato in Piemonte. I Ferrero d'Ormea, a cura di Andrea Merlotti, Torino, Zamorani, 2003, pp. 231–248
  - Enrico Genta, Princìpi e regole internazionali tra forza e costume. Le relazioni anglo-sabaude nella prima metà del Settecento, Napoli, Jovene, 2004.
- Sul rapporto Stato-Chiesa:
  - Maria Teresa Silvestrini, La politica della religione: il governo ecclesiastico nello Stato sabaudo del XVIII secolo, Firenze, Olschki, 1997